# DENIS-P J020529.0−115925
Désignations
DENIS-P J020529.0−115925 est un système de naines brunes de la constellation de la Baleine. Il est situé à ∼ 64 a.l. (∼ 19,6 pc) de la Terre, sur la base de la mesure de sa parallaxe annuelle. Il a été découvert lors du Deep Near Infrared Survey of the Southern Sky (DENIS).
Il s’agit d’un système de naines brunes triple, c'est-à-dire des objets qui n’ont pas assez de masse pour fusionner comme l’hydrogène comme les étoiles. Les deux composants les plus brillants, désignés respectivement A et B, sont tous deux des objets de type L. En 2003, ils étaient séparés de 0,287° et disposés selon un angle de position de 246°.
La composante B a été observée allongée, ce qui suggère la présence d'une troisième composante. Cette troisième composante, nommée C, est un objet de type T. Elle est séparée d’environ 1,9 ua de B, et sur la base d’une masse totale de 0,1 M☉, les deux peuvent orbiter l’une autour de l’autre avec une période de 8 ans.